# 渗透测试
渗透测试，俗称道德黑客（ethical hacking），是經過授權，对计算机系统进行的模拟网络攻击，用于评估系统的安全性，为了证明网络防御按照预期计划正常运行而提供的一种机制。
该过程通常会识别目标系统和特定目标，然后审查可用信息并采取各种方法来实现该目标。渗透测试目标可以是白盒測試（预先向测试人员提供背景和系统信息）或黑盒測試（可以仅提供除公司名称以外的基本信息，或完全不提供訊息）。灰盒渗透测试是两者的结合（其中与审计员共享目标的有限知识）。渗透测试可以帮助识别系统的攻击漏洞并估计它的脆弱程度。
渗透测试发现的安全问题应报告给系统所有者。渗透测试报告还可以评估对组织的潜在影响，并提出降低风险的对策。